# Тазен-Калинское сельское поселение
Тазен-Калинское се́льское поселе́ние — муниципальное образование в Веденском районе Чечни Российской Федерации.
Административный центр — село Тазен-Кала.

## История
Статус и границы сельского поселения установлены Законом Чеченской Республики от 20 февраля 2009 года № 14-РЗ «Об образовании муниципального образования Веденский район и муниципальных образований, входящих в его состав, установлении их границ и наделении их соответствующим статусом муниципального района и сельского поселения».

## Население
| 2010 | 2012 | 2013 | 2014 | 2015 | 2016 | 2017 |
| ---- | ---- | ---- | ---- | ---- | ---- | ---- |
| 685  | ↗701 | ↗704 | ↗709 | ↗711 | ↗714 | ↗720 |
| 2018 | 2019 | 2020 | 2021 | 2023 | 2024 |      |
| ↗738 | ↗748 | ↗756 | ↘597 | ↘596 | ↘586 |      |

## Состав сельского поселения
| № | Населённый пункт | Тип населённого пункта       | Население |
| - | ---------------- | ---------------------------- | --------- |
| 1 | Барзе            | хутор                        | →0        |
| 2 | Джани-Ведено     | хутор                        | →0        |
| 3 | Кошка-Аре        | хутор                        | →0        |
| 4 | Ноже             | хутор                        | →0        |
| 5 | Тазен-Кала       | село, административный центр | ↘685      |
| 6 | Юкарчой          | хутор                        | →0        |